# Maxmudjon Shavkatov
Maxmudjon Muxammadjon oʻgʻli Shavkatov (ur. 26 czerwca 1994) – uzbecki zapaśnik walczący w stylu wolnym. Zajął dziewiętnaste miejsce na mistrzostwach świata w 2015. Siódmy na igrzyskach azjatyckich w 2018. Wicemistrz Azji w 2018 i trzeci w 2019. Triumfator halowych igrzysk azjatyckich w 2017. Wicemistrz świata juniorów w 2014 roku.
Absolwent wydziału wychowania fizycznego na Tashkent State Technical University w Taszkencie.